# Brain Training (serie di videogiochi)

La testa del Dr. Ryuta Kawashima, simbolo della serie

Brain Training, esteso Brain Training del Dr. Kawashima è una serie di videogiochi nata nel 2005 e prodotta da Nintendo. La serie è nata da un’idea del neurologo e neuroscienziato giapponese Ryuta Kawashima.

## Descrizione
Tutti i capitoli della serie contengono vari tipi di esercizi (ad esempio di logica, di memoria, ecc.) e allenamenti per il cervello.

## Videogiochi della serie

### Nintendo DS
- Brain Training del Dr. Kawashima: Quanti anni ha il tuo cervello? (2005)
- More Brain Training del Dr. Kawashima: Quanti anni ha il tuo cervello? (2007)

### DSiWare
- Una pausa con... Brain Training del Dr. Kawashima (2008)

### Nintendo 3DS
- Brain Training infernale del Dr. Kawashima: Sai mantenere la concentrazione? (2012)

### Nintendo Switch
- Brain Training del Dr. Kawashima per Nintendo Switch (2020)